# FMC Corporation
FMC Corporation er en amerikansk agrikemi-virksomhed med hovedkvarter i Philadelphia, Pennsylvania.